# Parafia Wniebowzięcia Najświętszej Maryi Panny w Kaliszu
Parafia Wniebowzięcia Najświętszej Maryi Panny w Kaliszu - rzymskokatolicka  parafia w dekanacie Kalisz I. Erygowana w 1303. Mieści się przy placu św. Józefa. Duszpasterstwo prowadzą w niej księża diecezjalni.

## Obszar parafii

### Przedszkola i szkoły
- Zespół Szkół Samochodowych im. St. Staszica w Kaliszu
- Zespół Szkół Ekonomicznych w Kaliszu
- Szkoła Podstawowa nr 9 w Kaliszu,
- Przedszkola: "Bursztynowy Zamek" i "Niezapominajka"
- Przedszkole "Miś i Lala"[1]

## Wspólnoty parafialne
- Rada Ekonomiczna
- Rada Duszpasterska
- Bractwo Świętego Józefa
- Akcja Katolicka
- Grupa Płomień Miłości Niepokalanego Serca Maryi
- Parafialny Krąg Domowego Kościoła
- Ministranci
- Żywy Różaniec
- Apostolat Maryjny
- Akcja Charytatywna
- Grupa Ojca Pio
- Chór Bazyliki Kaliskiej
- Dziecięca Scholka Parafialna
- PDMD
- Młodzieżowy Zespół Muzyczny
- Grupa Pielgrzymkowa różowo-niebieska[2]